# Diócesis de Gibraltar
La diócesis de Gibraltar (en latín: Dioecesis Gibraltariensis y en inglés: Roman Catholic Diocese of Gibraltar) es una circunscripción eclesiástica de la Iglesia católica en el territorio británico de ultramar de Gibraltar. Se trata de una diócesis latina, inmediatamente sujeta a la Santa Sede. Desde el 24 de junio de 2016 su obispo es Carmelo Zammit.

## Territorio y organización

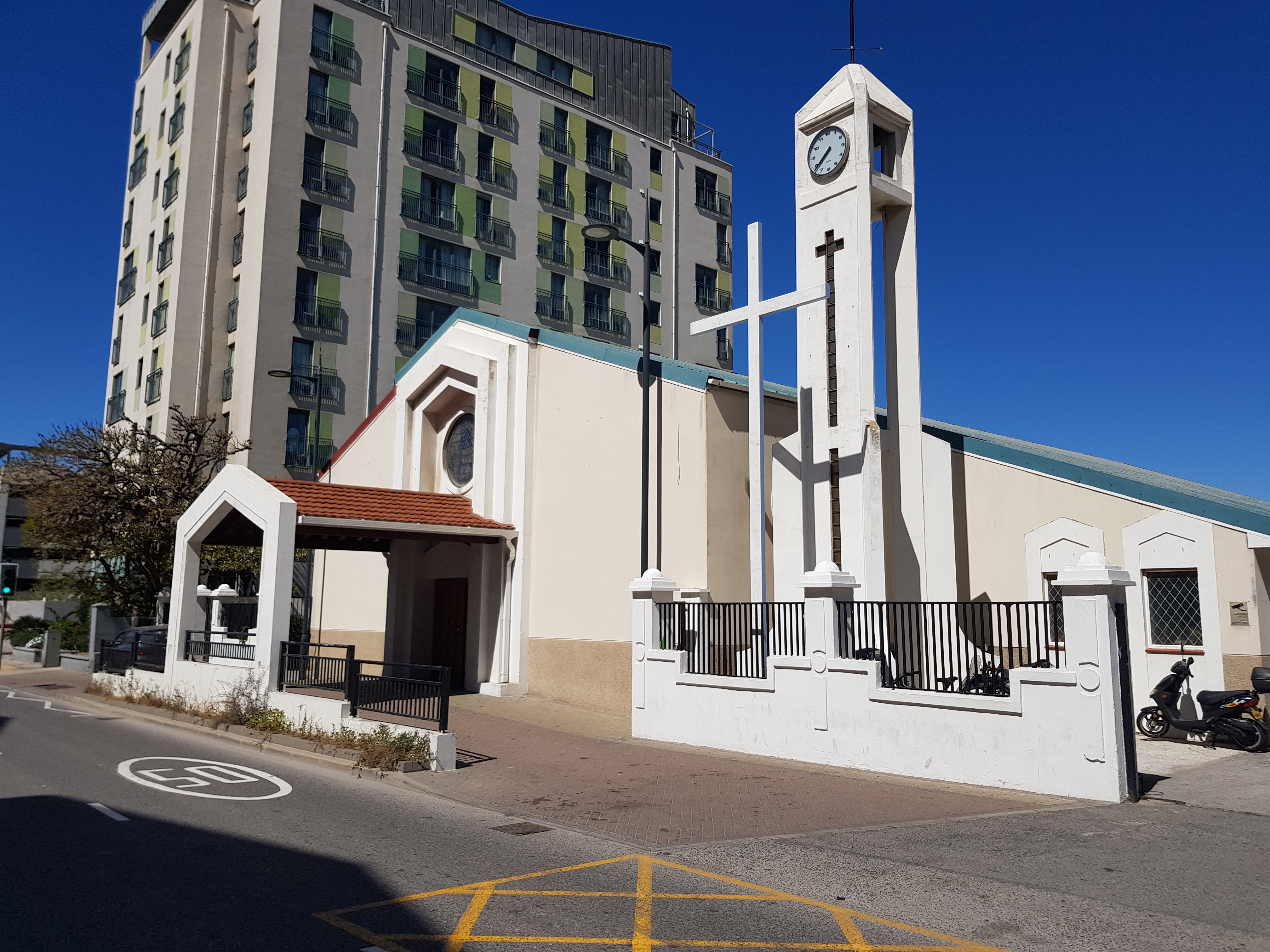
Iglesia de Santa Teresa

La diócesis tiene 6.84 km² y extiende su jurisdicción sobre los fieles católicos de rito latino residentes en Gibraltar, un territorio de ultramar del Reino Unido.

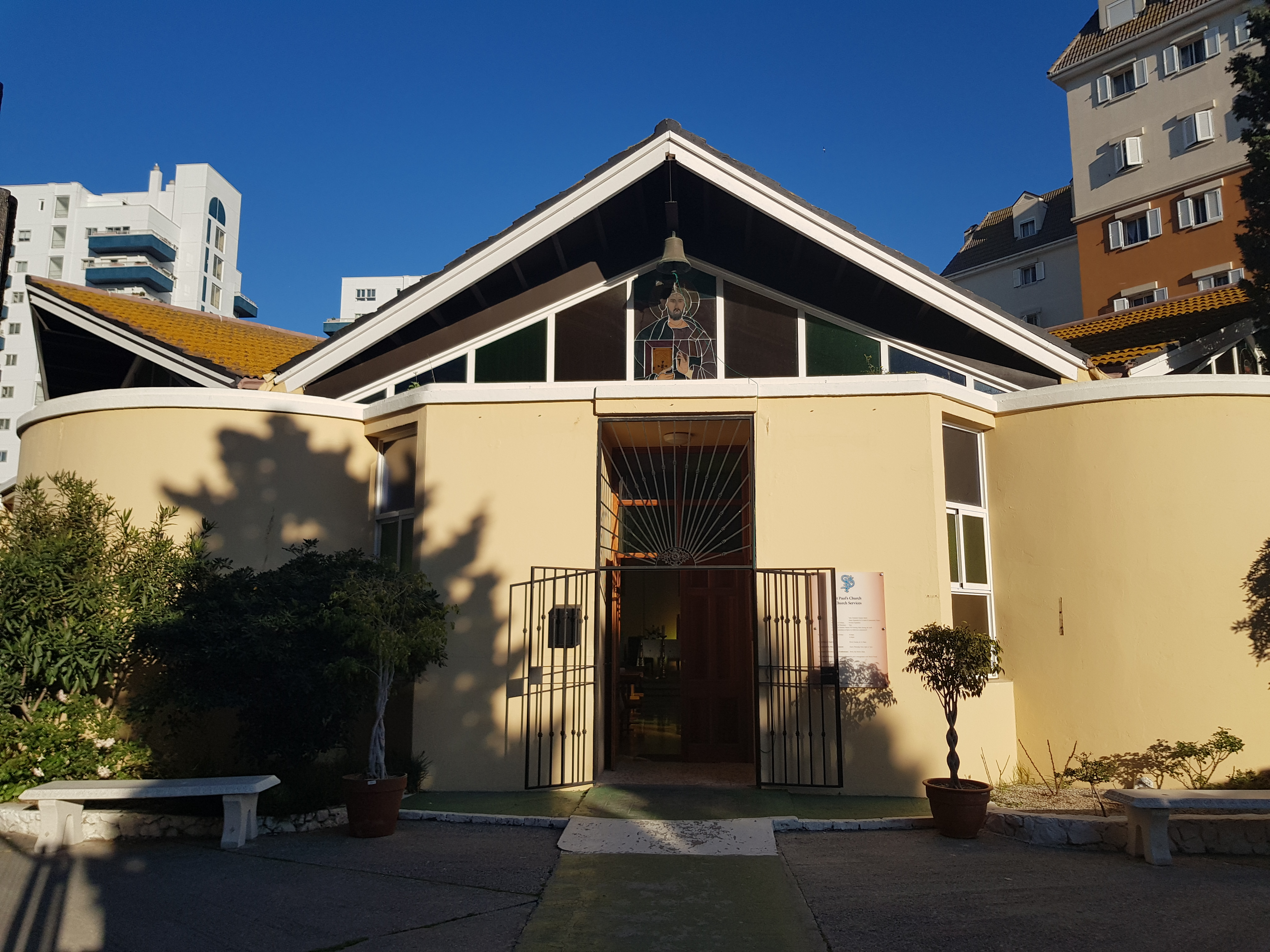
Iglesia de San Pablo

La sede de la diócesis se encuentra en la ciudad de Gibraltar, en donde se halla la Catedral de Santa María la Coronada. 

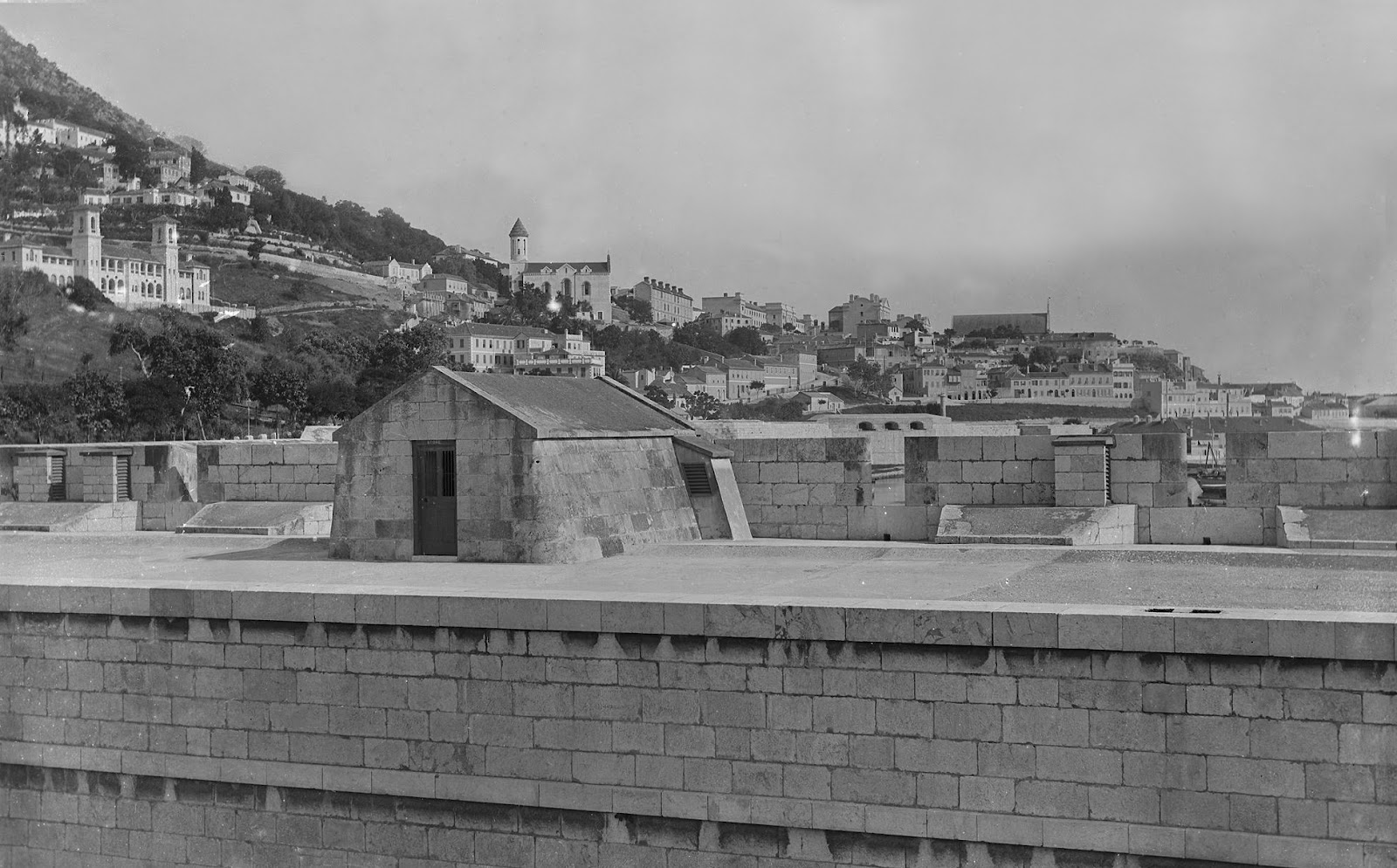
Iglesia de San José

En 2023 en la diócesis existían 5 parroquias: Catedral de Santa María la Coronada, Santa Teresa, San Pablo, San José y del Sagrado Corazón.

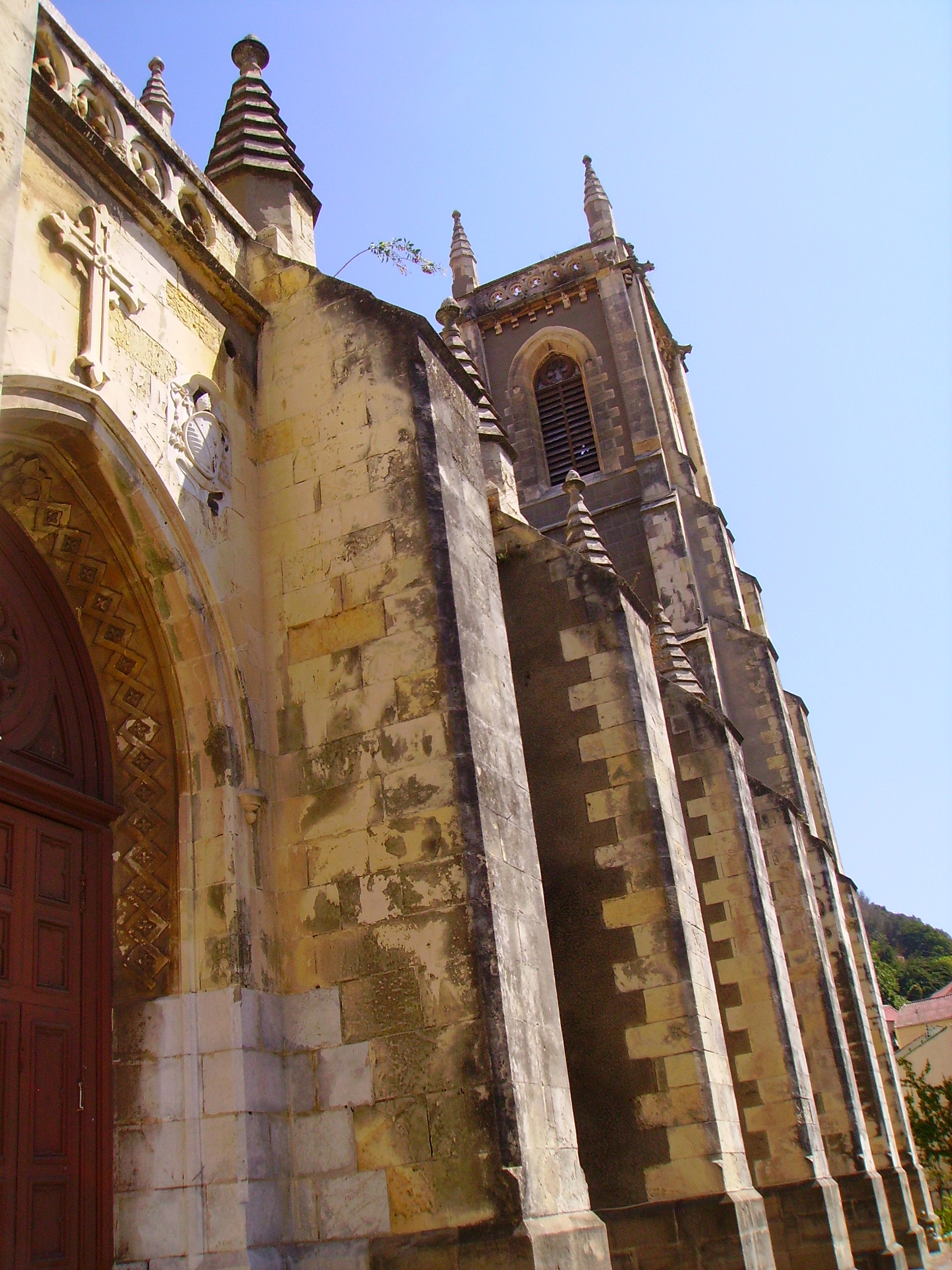
Iglesia del Sagrado Corazón

El representante de la Santa Sede en Gibraltar es el nuncio apostólico en el Reino Unido.

## Historia
Después de la reconquista cristiana en 1468, Gibraltar formó parte de la diócesis de Cádiz y Algeciras. Se mantuvo como tal tras la conquista de los Habsburgo en 1704 (ya que los términos de la rendición explícitaban el mantenimiento del catolicismo), a pesar de que la población católica restante en Gibraltar era bastante pequeña. El 1713, el Tratado de Utrecht no cambió la fe católica en el territorio. Juan Romero de Figueroa, el sacerdote español a cargo de la iglesia parroquial de Santa María la Coronada (que se quedó en Gibraltar cuando la mayoría de la población dejó la ciudad en 1704), fue el primer vicario general de la ciudad, nombrado por el obispo de Cádiz. Aun así, tiempo después, las autoridades británicas impidieron al obispo de Cádiz escoger a los sacerdotes para la ciudad. Al obispo también se le impidió realizar visitas ad limina a la ciudad. Lorenzo Armegual de la Mota fue el último obispo de Cádiz que realizó una visita ad limina, en 1720.
El vicariato apostólico de Gibraltar fue finalmente erigido en 1816 separando territorio de la diócesis de Cádiz y Ceuta, transfiriendo la relación entre Gibraltar y Cádiz a Roma. John Baptist Nosardy Zino fue el primer vicario apostólico de Gibraltar, nombrado el 25 de enero de 1816. Nosardy fue vicario hasta que en 1839, cuando dimitió. 
El 15 de marzo de 1839, con el breve De universi Dominici Gregis del papa Gregorio XVI, el vicario apostólico, hasta entonces presbítero, recibió la dignidad episcopal. Desde entonces el vicario fue siempre un obispo titular.
El 19 de noviembre de 1910 el vicariato apostólico fue elevado a diócesis mediante el breve Quae ad spirituale del papa Pío X. Henry Gregory Thompson fue el primer obispo de Gibraltar, hasta su dimisión en 1927.
El 31 de mayo de 1979, con la carta apostólica Si quis, el papa Juan Pablo II confirmó a la Santísima Virgen María, Madre de Cristo, venerada con el título de Nuestra Señora de Europa, patrona principal de la diócesis.
El 24 de junio de 2016, el papa Francisco nombró como obispo a Carmelo Zammit, hasta entonces vicario judicial de la arquidiócesis de Malta. Fue consagrado obispo el 8 de septiembre de 2016 y tomó posesión de la diócesis el 24 de septiembre.

## Estadísticas
Según el Anuario Pontificio 2024 la diócesis tenía a fines de 2023 un total de 27 000 fieles bautizados.
| Año                                                                             | Población            | Población | Población      | Sacerdotes | Sacerdotes    | Sacerdotes    | Bautizados por sacerdote | Diáconos permanentes | Religiosos | Religiosos | Parroquias |
| Año                                                                             | Bautizados católicos | Total     | % de católicos | Total      | Clero secular | Clero regular | Bautizados por sacerdote | Diáconos permanentes | Varones    | Mujeres    | Parroquias |
| ------------------------------------------------------------------------------- | -------------------- | --------- | -------------- | ---------- | ------------- | ------------- | ------------------------ | -------------------- | ---------- | ---------- | ---------- |
| 1950                                                                            | 21 250               | 24 410    | 87.1           | 10         | 10            |               | 2125                     |                      | 10         | 19         | 2          |
| 1969                                                                            | 18 500               | 27 017    | 68.5           | 13         | 12            | 1             | 1423                     |                      | 14         | 26         | 3          |
| 1980                                                                            | 21 713               | 30 270    | 71.7           | 11         | 11            |               | 1973                     |                      |            | 23         | 5          |
| 1990                                                                            | 22 000               | 30 000    | 73.3           | 9          | 8             | 1             | 2444                     |                      | 1          | 16         | 5          |
| 1999                                                                            | 23 000               | 26 500    | 86.8           | 12         | 12            |               | 1916                     |                      |            | 4          | 5          |
| 2000                                                                            | 23 000               | 26 500    | 86.8           | 17         | 16            | 1             | 1352                     |                      | 1          | 5          | 5          |
| 2001                                                                            | 23 000               | 26 500    | 86.8           | 15         | 14            | 1             | 1533                     |                      | 1          | 5          | 5          |
| 2002                                                                            | 23 000               | 26 500    | 86.8           | 17         | 16            | 1             | 1352                     |                      | 1          | 5          | 5          |
| 2003                                                                            | 23 000               | 26 500    | 86.8           | 16         | 15            | 1             | 1437                     |                      | 1          | 5          | 5          |
| 2004                                                                            | 21 470               | 28 520    | 75.3           | 10         | 9             | 1             | 2147                     |                      | 4          | 9          | 6          |
| 2006                                                                            | 21 470               | 27 497    | 78.1           | 15         | 14            | 1             | 1431                     |                      | 5          | 10         | 5          |
| 2013                                                                            | 23 495               | 29 431    | 79.8           | 7          | 5             | 2             | 3356                     |                      | 2          | 1          | 5          |
| 2016                                                                            | 24 229               | 30 351    | 79.8           | 8          | 7             | 1             | 3028                     |                      | 1          | 1          | 5          |
| 2019                                                                            | 25 000               | 33 000    | 75.8           | 10         | 10            |               | 2500                     |                      |            | 1          | 5          |
| 2021                                                                            | 25 000               | 34 000    | 73.5           | 8          | 8             |               | 3125                     |                      |            | 1          | 5          |
| 2023                                                                            | 27 000               | 34 000    | 79.4           | 8          | 8             |               | 3375                     |                      |            | 1          | 5          |
| Fuente: Catholic-Hierarchy, que a su vez toma los datos del Anuario Pontificio. |                      |           |                |            |               |               |                          |                      |            |            |            |

## Episcopologio

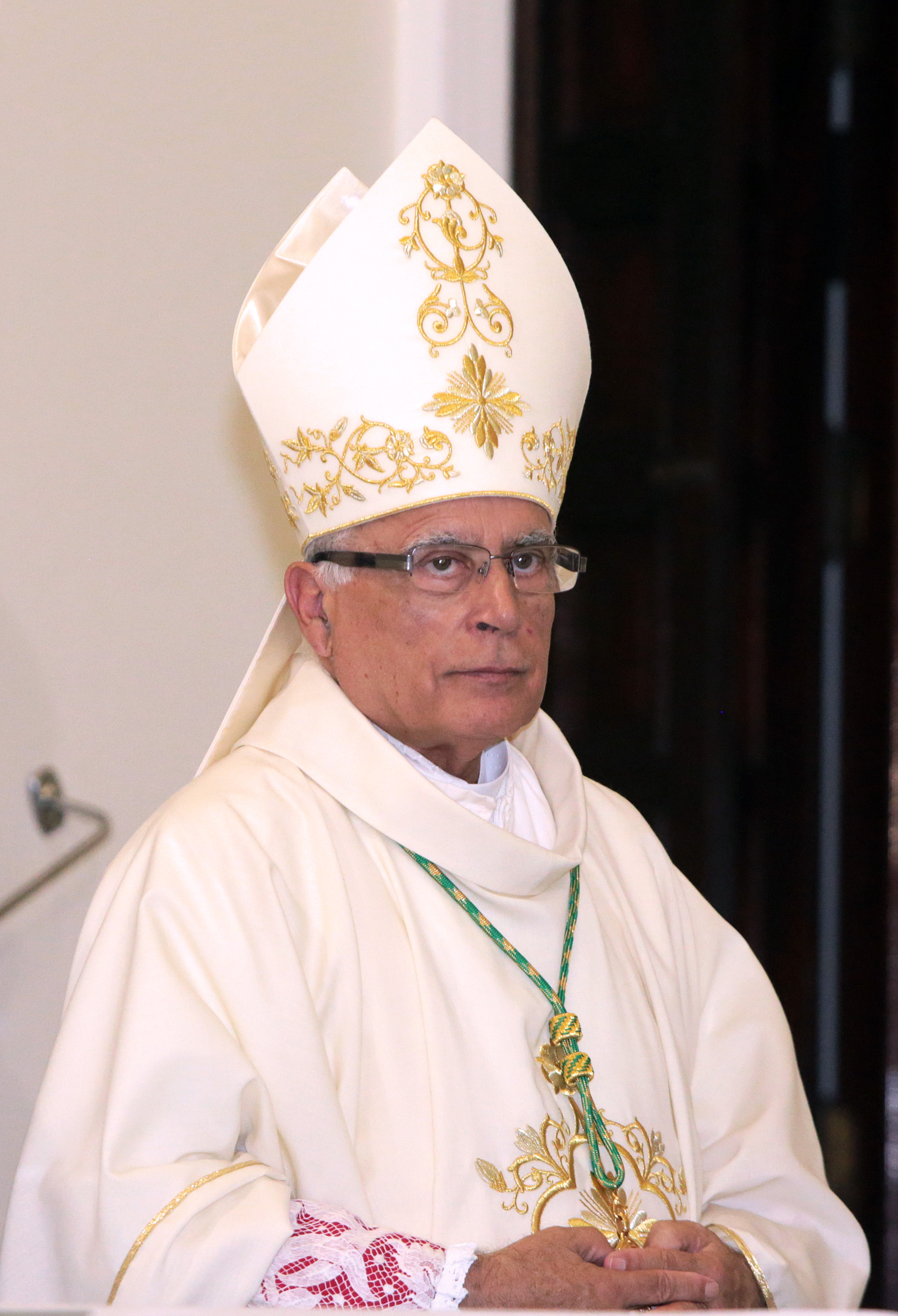
Carmelo Zammit, obispo de Gibraltar desde 2016

- John Baptist Nosardy Zino † (25 de enero de 1816-1839 renunció)
- Henry Hughes, O.F.M. † (15 de marzo de 1839-1856 renunció)
- John Baptist Scandella † (28 de abril de 1857-27 de agosto de 1880 falleció)
- Gonzalo Canilla † (8 de marzo de 1881-18 de octubre de 1898 falleció)
- James Bellord † (5 de febrero de 1899-29 de julio de 1901 renunció)
- Remigio Guido Barbieri, O.S.B. † (29 de julio de 1901-15 de abril de 1910 falleció)
- Henry Gregory Thompson, O.S.B. † (10 de noviembre de 1910-25 de mayo de 1927 renunció[nota 1])
- Richard Joseph Fitzgerald † (25 de mayo de 1927-15 de febrero de 1956 falleció)
- John Farmer Healy † (18 de julio de 1956-17 de febrero de 1973 falleció)
- Edward Rapallo † (5 de julio de 1973-6 de febrero de 1984 falleció)
- Bernard Patrick Devlin † (20 de octubre de 1984-14 de febrero de 1998 retirado)
- Charles Caruana † (14 de febrero de 1998-18 de marzo de 2010 retirado)
- Ralph Heskett, C.SS.R. (18 de marzo de 2010-20 de mayo de 2014 nombrado obispo de Hallam)[nota 2]
  - Sede vacante (2014-2016)
- Carmelo Zammit, desde el 24 de junio de 2016